# Колганова, Татьяна Анатольевна
Татья́на Анато́льевна Колга́нова (род. 7 апреля 1972, Бельцы, Молдавская ССР, СССР) — российская актриса театра и кино, режиссёр, кинорежиссёр, теле- и радиоведущая.

## Биография
Родилась 7 апреля 1972 года в молдавском городе Бельцы. 
Отец — Анатолий Матвеевич Колганов, пройдя срочную службу в морской пехоте, много лет отдал флоту. Окончил Одесское мореходное училище, служил на Дальнем Востоке — в Находке и Владивостоке. Инженер. Мать — Лидия Вениаминовна (1940-2019), работала начальником организационного отдела в торговле. Старшая сестра — Алёна, выпускница художественной школы, живёт в Санкт-Петербурге, окончила курсы маникюра и педикюра, домохозяйка.
В школьные годы занималась в театральной студии в гарнизонном Доме офицеров в Бельцах, на сцене которого состоялся её актёрский дебют в роли белочки на новогоднем представлении. Затем художественный руководитель студии Вальда Яковлевна доверила девочке роль во взрослом спектакле. Впоследствии она же и посоветовала поступать в театральный институт, фактически став её «крёстной мамой» в профессии.  
Училась в общеобразовательной средней школе № 2 имени А. С. Пушкина города Бельцы. Окончила школу с серебряной медалью.
В 1994 году окончила Санкт-Петербургскую государственную академию культуры (курс Валерия Израилевича Плоткина, специальность — «режиссура драмы»), а в 1996 году — актёрское отделение Санкт-Петербургской государственной академии театрального искусства (СПбГАТИ) (мастерская Владимира Викторовича Петрова). Таким образом, на протяжении двух лет (1992—1994) обучалась одновременно в двух высших учебных заведениях и получала две стипендии.
После окончания СПбГАТИ была принята в труппу Государственного драматического театра «Комедианты» в Санкт-Петербурге, где прослужила один театральный сезон. 
В 1997—2000 годах работала диктором на радио «Свобода» в Праге, где вела передачу «Кино на чешском ТВ». Попутно вела на чешском телевидении программу о кино «Prologi». Свободно говорит по-чешски, по-английски.
Вернулась в Россию по специальному приглашению создателей телесериала «Чёрный ворон» (2001—2004), в котором сыграла главную роль (Татьяна Захаржевская) и в Агенте национальной безопасности-4 Алина Сергеевна в фильме «Королева мечей».
С января 2000 года актриса «Небольшого драматического театра Льва Эренбурга» в Санкт-Петербурге.
В апреле 2021 года была запущена в производство картина «Синдром отложенного счастья», где Колганова дебютирует в качестве автора сценария и режиссера.

### Личная жизнь
Муж — Вадим Сквирский (род. 29 декабря 1970), российский актёр и режиссёр, сокурсник. Поженились в 1992 году.

## Роли в театре

### СПбГАТИ
- «Убийство на улице Лурсин» — Норина
- «Волки и овцы» — Глафира Алексеевна, бедная девица, родственница Мурзавецкой

### Государственный драматический театр «Комедианты»(Санкт-Петербург)
- «Беда от нежного сердца» — Екатерина Ивановна
- «Анютины глазки» — Анюта
- «Сказка о четырёх близнецах» — Бонка

### Небольшой драматический театр Льва Эренбурга(Санкт-Петербург)
В театре играет с 2000 года и занята в спектаклях:
- 2000 — «В Мадрид, в Мадрид!» (премьера — 17 апреля 1999 года) — Донья Венеранда
- 2001 — «Оркестр» (премьера — 30 марта 2001 года) — Леона / Санитарка
- 2004 — «На дне» (премьера — 19 ноября 2004 года) — Кривой Зоб, крючник
- 2007 — «Ивановъ» (премьера — 12 мая 2007 года) — Бабакина
- 2010 — «Три сестры» (премьера — 5 декабря 2010 года) — Маша, средняя из сестёр
- 2013 — «Ю» (премьера — 4 декабря 2013 года) — Пирогова
- 2014 — «Волшебник страны Оз» (премьера — 11 октября 2014 года) — Паулина, злая волшебница
- 2014 — «Валентинов день» (премьера — 19 ноября 2014 года) — Валентина

## Фильмография

### Роли в кино
- 1995 — Трое. Любовная история конца XX века — Анжела
- 1999 — Счастливый конец / Happy end (Чехия) — Татлин / Сильвия / Мария
- 2000 — Улицы разбитых фонарей 2. Новые приключения ментов (серия № 17 «Школа паука») — эпизод (нет в титрах)
- 2000 — Волки в городе (Чехия) — русская анархистка
- 2000 — Виза на смерть (Германия) —
- 2001—2003 — Чёрный ворон — Татьяна Захаржевская (главная роль)
- 2001 — Сёстры — Наталья, мать Светы и Дины
- 2001 — Веснянка —
- 2002 — Ниро Вульф и Арчи Гудвин (фильм № 4 «Дело в шляпе») — Сьюзан Браун
- 2002 — Подружка осень (Беларусь) — Татьяна, жена Максима
- 2003 — Линии судьбы — Анастасия Симонова
- 2003 — Агент национальной безопасности - 4 (серии № 39-40 «Королева мечей») — Алина Сергеевна
- 2003 — Мангуст (серия № 5 «Презумпция виновности») — Лора Кушелёва
- 2003 — Повторение пройденного (серия «Презумпция виновности») — Ольга Кадетова
- 2004 — Сёстры — Алла, сестра Нины и Маши
- 2005 — Решение проблем (серия № 1 «Индивидуальный подход») — Людмила
- 2005 — Развод и девичья фамилия (Россия, Украина) — Кира Ятт, журналист еженедельника «Старая площадь»
- 2005 — Херувим — Эвелина Геннадьевна Дерябина, подруга Стаса
- 2005 — Улицы разбитых фонарей. Менты-7 (серия № 19 «Вера, Надежда, Любовь») — Вера Власова / Надежда Власова, сёстры
- 2006 — Zадов in Rеалити — Галина, четвёртая жена Задова
- 2006 — Синдикат (серии № 5-7, 9-11) — Ольга
- 2007 — Расплата (серии № 2-7, 9-12) — Ольга Викторовна Амелина, офицер наркоконтроля
- 2007 — Она сказала «Да» (Украина) — Илона
- 2007 — Ораниенбаум. Серебряный самурай — Елизавета Семёновна, искусствовед
- 2008 — Колдовская любовь (Украина) — Мария
- 2008 — Здравствуйте вам! (Россия, Украина) — Анна
- 2008 — Время земляники — Маша
- 2008 — День зависимости (Украина) — Ирина Горских
- 2008 — Реквием для свидетеля (Россия, Украина) — Нонна
- 2008 — Разлучница (Россия, Украина) — Екатерина, переводчик в крупной компании (главная роль)[10]
- 2009 — Мамочка, я киллера люблю — Анжела Полонская, следователь УВД по экономическим преступлениям, старший лейтенант юстиции [11]
- 2009 — Предприниматель — Светлана Калинина
- 2009 — Роковое сходство — Юлия, редактор газеты «Невские ведомости»
- 2009 — Черта — Инна
- 2009 — Брачный контракт (серия № 9 «Старые долги») — Карина
- 2010 — Государственная защита (фильм № 2 «Матрёшка») — «Скобка», бывшая уголовница, подруга Елисеева
- 2010 — Личное дело капитана Рюмина — Анна Сергеевна Вяземская, врач-психиатр
- 2010 — Гром ярости — Людмила Князева, сотрудник ФСБ
- 2010 — Врач — Вероника Михайловна Важова
- 2010 — Семейный дом — Карина Львовна, владелец фирмы, начальник Дмитрия Соколова
- 2010 — 9 мая. Личное отношение (новелла «Конфетки») — Наташа
- 2010—2013 — Литейный, 4 (4-й—8-й сезоны) — Анна Михайловна Немчинова, советник юстиции, возлюбленная Шаламова
- 2011 — Звёздный ворс — Юдифь, инопланетный экскурсовод
- 2011 — Семь вёрст до небес — Зоя Андреевна, мать Кати
- 2011—2022 — Шеф — Ирина Петровна Михайлова, следователь ОВД, затем следователь по особо важным делам СК России, майор юстиции (затем — подполковник)Воскресла,жена Виктора Расторгуева, следователь-полковник УМВД по Санкт-Петербургу,и Ленинградской области,мать Полины (родная)
- 2011 — Защита свидетелей — Валерия, жена Андрея Мешечко
- 2011 — Земля людей — Женя
- 2011 — Комплекс полноценности — жена Игоря
- 2011 — Найди меня — Алла Терехова
- 2011 — Чужое лицо — Ирина, жена подполковника Сергея Юрышева
- 2012 — Исключение из правил — Наталья Линькова, одноклассница Марины, риелтор
- 2012 — Шопинг-тур — мать[12]
- 2012 — Механик — Наталья Темнова, аналитик
- 2012 — Перцы — учитель математики
- 2013 — Тяжёлый случай — мать Оксаны
- 2013 — Любовь с первого вздоха — Александра Глебова, заведующая кафедрой в университете
- 2013 — На крыльях — Полина, похитительница
- 2014 — Врачиха — Елизавета Андреевна, председатель местного сельсовета
- 2014—2015 — Чужое гнездо — Наталья Перегудова, дочь Ирины
- 2015 — Клим — Елена Крылова, начальник следователя Клима Рощина
- 2016 — Запах лаванды (Беларусь, Россия) — Галина Андреевна, преподаватель по классу фортепиано в музыкальной школе, мать Максима
- 2016 — Куда уходят дожди — Нина Александровна Власьева, бизнесвумен, мать Саши
- 2016 — О чём молчат французы — камео
- 2017 — Комиссарша — Нина Виноградова
- 2017 — Месть как лекарство — Тамара Васильевна, заведующая кафедрой прикладной экономики и маркетинга в институте
- 2017 — Качели — Анна Алексеева, мать Киры
- 2017 — Чёрная кровь (Беларусь, Россия) — Ольга Ильинична Котова
- 2018 — Ангелина — Инга
- 2019 — Цыплёнок жареный — Дора
- 2020 — Агеев — Светлана Рымкевич, чиновник комитета по строительству
- 2021 — Подражатель — Маргарита Орехова
- 2021 — Криминальный доктор — Елена
- 2022 ―
- 2022 — Смычок — Елена, мать Арсения

### Озвучивание
- 2002 — Нож в облаках — Варя (роль Ольги Терешиной)
- 2003 — Улицы разбитых фонарей. Менты-5 (серия № 1 «Дезинфекция») — Светлана Ольшанская (роль Натальи Пурвин)
- 2008 — Взятки гладки — Анна Павловна, жена Аристарха Вышневского (роль Елены Руфановой)

## Награды
- 1999 — приз за лучшую женскую роль Международного фестиваля независимого кино «Чистые грёзы» в Санкт-Петербурге — за роль в художественной фильме «Счастливый конец» («Happy end») (Чехия) по сценарию Вадима Сквирского.
- 2012 — специальный приз жюри за лучшую женскую роль XX Фестиваля российского кино «Окно в Европу» в Выборге — за роль в фильме «Шопинг-тур» режиссёра Михаила Брашинского[12][13].